# Werneuchen
Werneuchen è una città di 9 441 abitanti del Brandeburgo, in Germania. Appartiene al circondario del Barnim.

## Storia
Nel 2003 vennero aggregati alla città di Werneuchen i soppressi comuni di Hirschfelde, Krummensee, Schönfeld, Seefeld, Tiefensee e Willmersdorf.

## Società

### Evoluzione demografica
- Sviluppo della popolazione dal 1875 entro gli attuali confini (Linea Blu: Popolazione; Linea puntata: Confronto dello sviluppo della popolazione dello stato del Brandenburgo; Sfondo grigio: Ai tempi del governo nazista; Sfondo rosso: Al tempo del governo comunista)
- Sviluppo recente della popolazione (Linea blu) e previsioni

| Anno | Abitanti |
| ---- | -------- |
| 1875 | 3 997    |
| 1890 | 4 433    |
| 1910 | 5 200    |
| 1925 | 5 574    |
| 1933 | 6 029    |
| 1939 | 7 224    |
| 1946 | 7 722    |
| 1950 | 8 248    |
| 1964 | 7 292    |
| 1971 | 7 733    |
| 1981 | 7 081    |

| Anno | Abitanti |
| ---- | -------- |
| 1985 | 6 920    |
| 1989 | 6 507    |
| 1990 | 6 376    |
| 1991 | 6 235    |
| 1992 | 6 150    |
| 1993 | 6 186    |
| 1994 | 6 200    |
| 1995 | 6 413    |
| 1996 | 6 634    |
| 1997 | 6 666    |

| Anno | Abitanti |
| ---- | -------- |
| 1998 | 6 837    |
| 1999 | 6 936    |
| 2000 | 7 152    |
| 2001 | 7 278    |
| 2002 | 7 389    |
| 2003 | 7 578    |
| 2004 | 7 774    |
| 2005 | 7 799    |
| 2006 | 7 847    |
| 2007 | 7 902    |

| Anno | Abitanti |
| ---- | -------- |
| 2008 | 7 957    |
| 2009 | 7 943    |
| 2010 | 7 920    |
| 2011 | 7 908    |
| 2012 | 8 026    |
| 2013 | 8 096    |
| 2014 | 8 197    |
| 2015 | 8 321    |
| 2016 | 8 584    |
| 2017 | 8 829    |

| Anno | Abitanti |
| ---- | -------- |
| 2018 | 8 994    |
| 2019 | 9 162    |
| 2020 | 9 226    |

Fonti dei dati sono nel dettaglio nelle Wikimedia Commons..

## Geografia antropica
Nel territorio cittadino sono presenti le frazioni (Ortsteil) di Hirschfelde, Krummensee, Löhme, Seefeld, Schönfeld, Tiefensee, Weesow e Willmersdorf.

## Amministrazione

### Gemellaggi
Werneuchen è gemellata con:
- Dziwnów, dal 1996
- Ustronie Morskie, dal 1998